# The Delinquents – Sie sind jung und wollen frei sein
The Delinquents – Sie sind jung und wollen frei sein (Originaltitel: The Delinquents) ist ein australisches Coming of Age-Filmdrama aus dem Jahr 1989 mit Kylie Minogue in einer der Hauptrollen. Es basiert auf dem Roman The Delinquents der Australierin Criena Rohan.

## Handlung
Bundaberg in den 1950er Jahren: Lola und Brownie, zwei aus schwierigen Familienverhältnissen stammende Teenager, treffen sich zufällig, entdecken erst gegenseitige Seelenverwandtschaft und dann Liebe füreinander. Ihre Beziehung steht unter einem schlechten Stern – hält doch das jeweilige Umfeld die Liebenden für zu jung. Als Lola schwanger wird, beschließen beide durchzubrennen, doch die Polizei findet und trennt sie: Lolas Mutter zwingt ihre Tochter, den Fötus in einer Brisbaner Klinik abtreiben zu lassen, während Brownie (nach stiefväterlichen Prügeln) letztlich als Matrose auf einem Schiff anheuert, was schon immer sein Traum war.
Es vergeht einige Zeit und als Brownie auf Landgang eine Bar besucht, trifft er dort unvermittelt Lola wieder: diese hat nach der Abtreibung und einem Streit mit ihrer Mutter ebenfalls das Weite gesucht und hält sich mit dem Lokal-Job über Wasser. Da sie die Miete für ihr Zimmer nicht mehr aufbringen kann, nimmt Brownie sie mit an Bord. Dies sehr zum Unmuts Bosuns, eines älteren Seemanns und mittelbaren Freunds von Brownie, der aber letztlich einlenkt, solange Lola unter Deck und außer Sicht der übrigen Crew gehalten wird.
Bei einem weiteren Landurlaub lernen sie das Ehepaar Lyle und Mavis sowie deren einjährige Tochter Sharon kennen. Beide Paare freunden sich derart an, dass Lola und Brownie sogar bei ihnen einziehen. Doch als sie kurz darauf mit diesen ein Lokal besuchen werden sie von der Polizei wegen Alkoholmissbrauch als Minderjährige festgenommen und verurteilt.
Während Brownie eine Geldstrafe erhält und zu Bosun aufs Schiff zurückkehrt, wird Lola zu der Gouvernante Mrs. Westbury entsandt, um dort ihre zwölfmonatige Strafe abzusitzen. Aber bereits nach einiger Zeit überwirft sie sich mit der sittenstrengen Dame, da diese sämtliche Briefe Brownies an Lola absichtlich unterschlagen hat, weil diesem gerichtlich der Kontakt mit ihr verboten wurde.
Von ihrer alkoholkranken Mutter faktisch im Stich gelassen flieht Lola zu Lyle & Mavis, nur um dort wieder von den Behörden aufgegriffen und in eine Besserungsanstalt eingewiesen zu werden. Trotz des harten Drills dort und einer Revolte der anderen Mitinsassinnen sitzt Lola ihre Strafe ab und wird an ihrem 18. Geburtstag entlassen.
Wieder mit Brownie vereint kehren sie zum Haus ihrer Freunde zurück, wo sie feststellen, dass Mavis hochschwanger mit ihrem zweiten Kind ist. Davon angetan bittet Lola Brownie seine Arbeit als Matrose auszugeben, was diesen in ein moralisches Dilemma bringt. Noch bevor er aber eine Entscheidung fällen kann, kommt es zu Komplikationen bei Mavis, welche letztlich dazu führen, dass sowohl sie als auch ihr neugeborenes Kind bei der Geburt sterben.
Der von der Trauer überwältigte Lyle bricht daraufhin aus seinem Leben aus: er lässt Sharon bei Lola, damit diese den Behörden übergeben werden kann und in eine Pflegefamilie kommt, da Lyle den Gedanken nicht ertragen kann, sein einziges Kind aufzugeben. Zudem zerschlagen sich Lolas und Brownies Hoffnungen, Sharon zu adoptieren, da sie nicht verheiratet sind. Letztlich verlässt Lyle sein Umfeld und altes Leben, um die Welt zu bereisen.
Brownie hat sich mittlerweile für Lola und ein Leben mit ihr entschieden – just in dem Moment, als diese mit gepackten Koffern dabei ist, Sharon beim Sozialamt abzugeben und selbst wieder nach Bundaberg zurückzukehren. Er kann Lolas Taxi im letzten Moment stoppen, wonach diese und Brownie endlich wieder zueinanderfinden.
Der Film endet mit der Hochzeit beider im Kreis ihrer Freunde und Familien, zudem adoptieren beide Sharon als ihre Tochter.

## Kritiken
- „Nostalgisch aufbereitete Entwicklungsgeschichte, die um der äußeren Spannung willen zwar mit einigen Überzeichnungen arbeitet, aber nie die Sympathie für ihre beiden Hauptfiguren verspielt und feinfühlig deren wachsende Beziehung zeichnet.“ (Filmdienst)
- „Chris Thomsons „Delinquents“ schließt nahtlos an die massenhafte Produktion von Teenagerfilmen in den 1950er-Jahren an. Ohne jegliche ironische Brechung wird Klischee an Klischee gereiht, so dass der Eindruck entsteht, der Regisseur habe dreißig Jahre schlichtweg verschlafen.“ (Cinema)
- „Australische Variante von „Denn sie wissen nicht, was sie tun“ mit Popstar Kylie Minogue.“ (Kino.de)

## Trivia
- Der Film hält sich weitgehend als die zugrundeliegende Buchvorlage. Größter Unterschied allerdings: im Roman hat Lola eine halb-asiatische Abstammung, was sie zum Ziel von Anfeindungen macht.
- Nachdem ihr Buch 1962 veröffentlicht wurde, verstarb Criena Rohan im Folgejahr. Ebenfalls 1963 versuchten dann Joseph Janni und John Schlesinger das Buch erstmals zu verfilmen, was allerdings scheiterte.
- Ursprünglich sollte Ben Mendelsohn, welcher mit Minogue u. a. in Nachbarn gemeinsam vor der Kamera gestanden hatte, die Rolle des Brownie spielen. Da die Produzenten aber vorhatten, den Film international zu vermarkten, setzten sie den US-Amerikaner Schlatter als Hauptdarsteller durch. Dies führte zu Protesten seitens der Australischen Filmgewerkschaft, die aber letztlich wirkungslos blieben.
- Im Vorfeld soll David Bowie seinerzeit Interesse gezeigt haben, den Streifen mit zu produzieren, da er Gefallen an der Buchvorlage fand. Dies zerschlug sich allerdings nach „kreativen Differenzen“ mit den Produzenten.
- Der Streifen markierte das Spielfilmdebüt von Sängerin Kylie Minogue. Sie steuerte zudem mit „Tears on my pillow“, der Cover-Version eines 1958er Hits von Little Anthony & the Imperials, einen Song zum Soundtrack bei. Das Stück wurde ein Nummer 1 – Hits in Großbritannien und zeigt im dazugehörigen Musikvideo Szenen des Filmes.
- Bei Produktionskosten von rund neun Millionen AUD spielte der Film mit etwas über drei Millionen AUD nur einen Bruchteil seiner Kosten ein. Damit zerschlugen sich die Hoffnungen der Filmschaffenden, einen Erfolg ähnlich „Dirty Dancing“ zu erschaffen.

## Synchronisation
Die deutschsprachige Fassung entstand 1989 bei der Hermes Synchron in Berlin unter der Synchronregie von Andreas Pollak.
| Rollenname       | Darsteller            | Synchronsprecher  |
| ---------------- | --------------------- | ----------------- |
| Lola Lovell      | Kylie Minogue         | Maud Ackermann    |
| Brownie Hansen   | Charlie Schlatter     | Andreas Fröhlich  |
| Bosun            | Bruno Lawrence        | Thomas Wolff      |
| Isobel           | Rosemary Harris       | Bettina Schön     |
| Mavis            | Desirée Smith         | Katja Nottke      |
| Mrs. Lovell      | Angela Punch McGregor | Marianne Lutz     |
| „Tante“ Westbury | Melissa Jaffer        | Dagmar Altrichter |
| Mrs. Hansen      | Lynette Curran        | Gisela Fritsch    |
| Bert             | Duncan Wass           | Karl Schulz       |